# Комітет незаможних селян

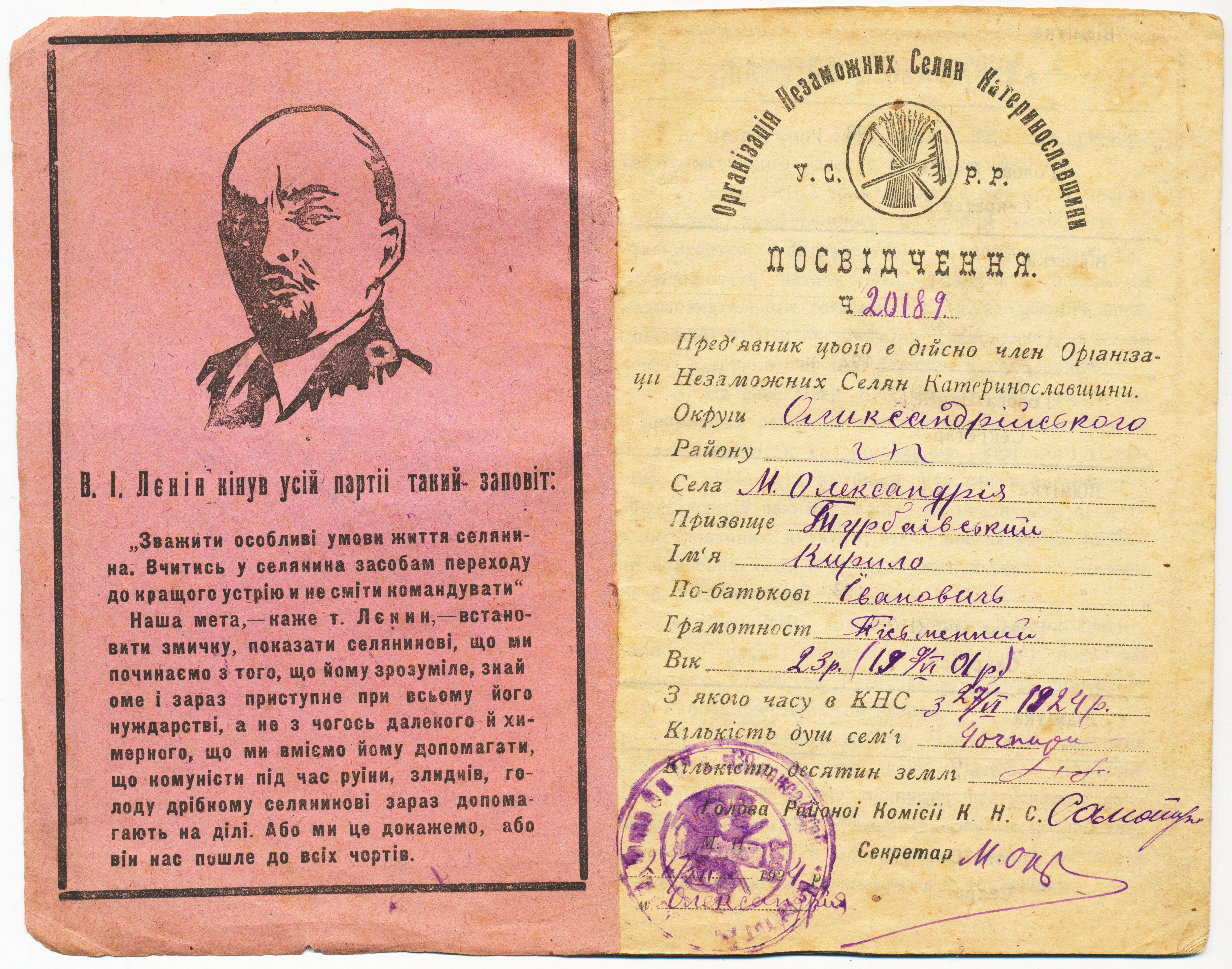
Членський квиток організації незаможних селян Олександрiйського округу Катеринославщини, 1924 рік.

Коміте́ти незамо́жних селя́н (КНС, комнезам) — орган Радянської влади на селі в Україні в 1920–1933 роках.
На підставі декрету ВУЦВК від 9 травня 1920 р. були організовані волосні та сільські комітети незаможних селян (скорочено СКНС). У зв'язку зі змінами адміністративно-територіального устрою у 1923 р. волосні КНС ліквідовані і створені окружні (скорочено окркомнезами) та районні комітети незаможних селян. У 1930 р. окркомнезами припинили свою діяльність. Районні та сільські КНС було ліквідовано Постановою ВУЦВК від 8 березня 1933 р. після завершення суцільної колективізації.
Комітети незаможних селян були частиною адміністративного механізму, створеного більшовиками у формі тимчасових надзвичайних органів, наділених широкими повноваженнями. Комнезами займалися розподілом між бідняками конфіскованих панських та надлишків куркульських земель, приладдя, худоби, зерна, допомагали бідноті обробляти землю і збирати врожай. Це здійснювалося з метою розколу селян. 
Документи свідчать, що каральним органам рекомендувалося у своїй діяльності спиратися на комнезами.

## Членський квиток організації незаможних селян Катеринославщини

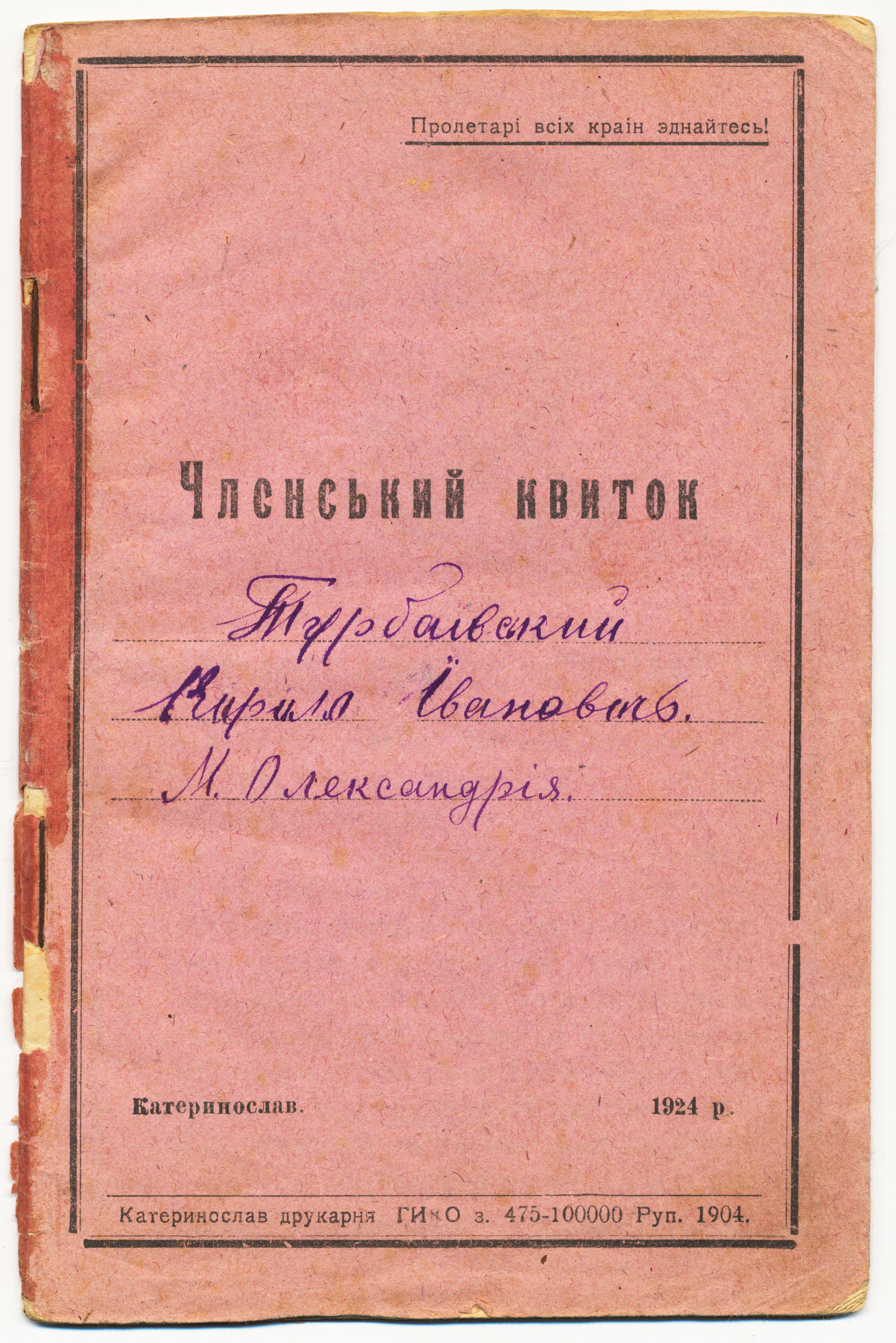
Обкладинка членського квитка Турбаєвського Кирила Івановича
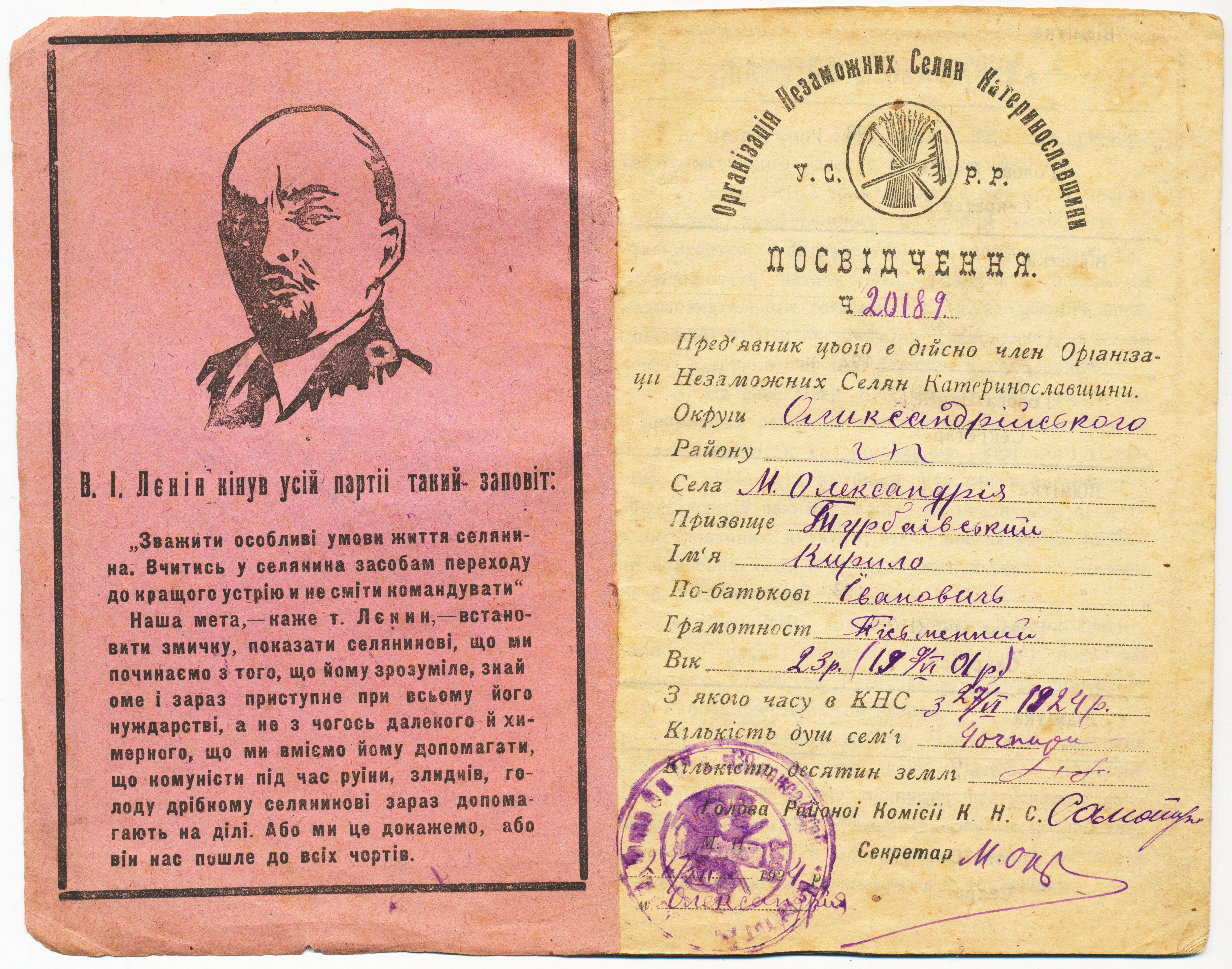
Посвідчення
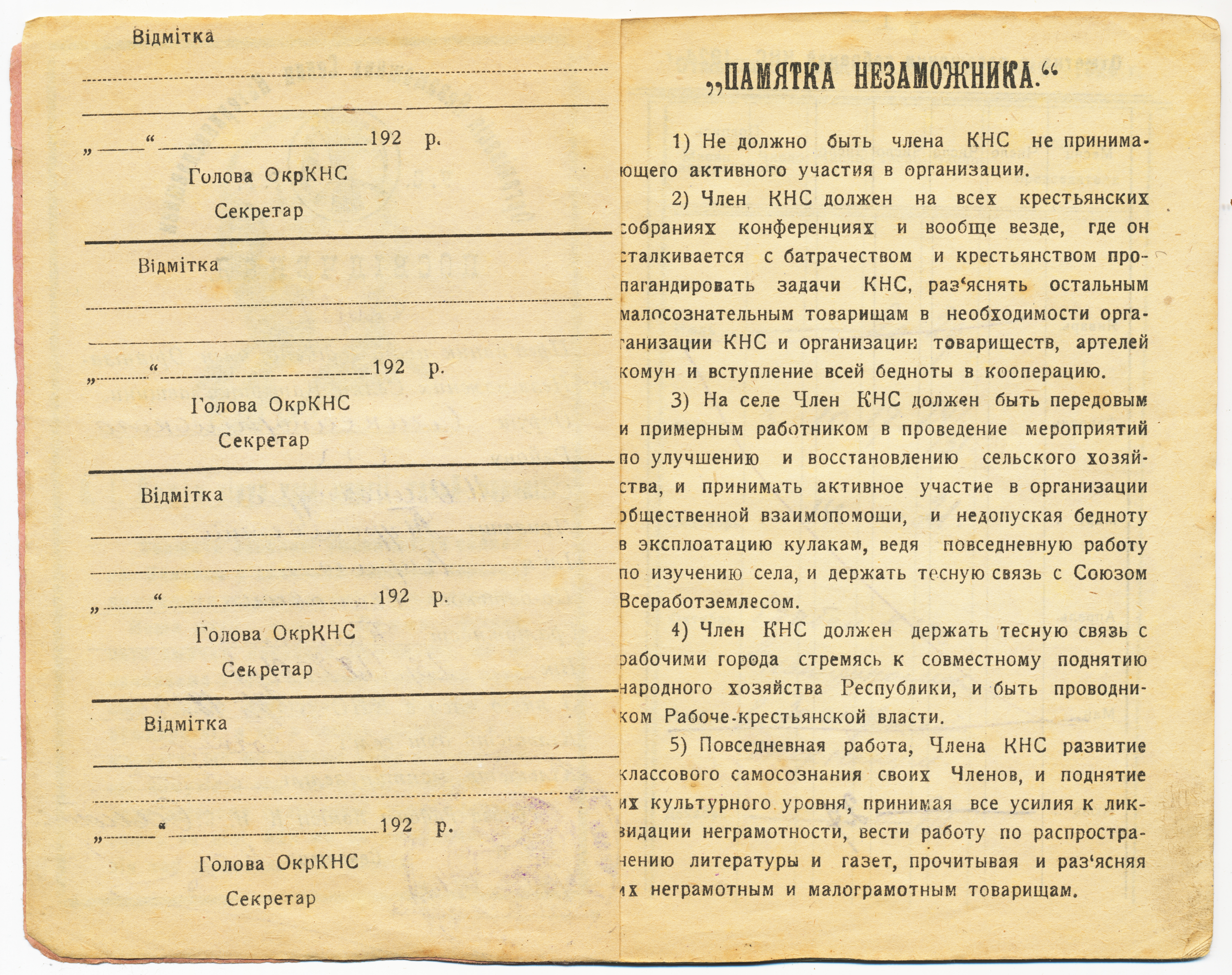
Пам'ятка незаможника (с. 2-3)
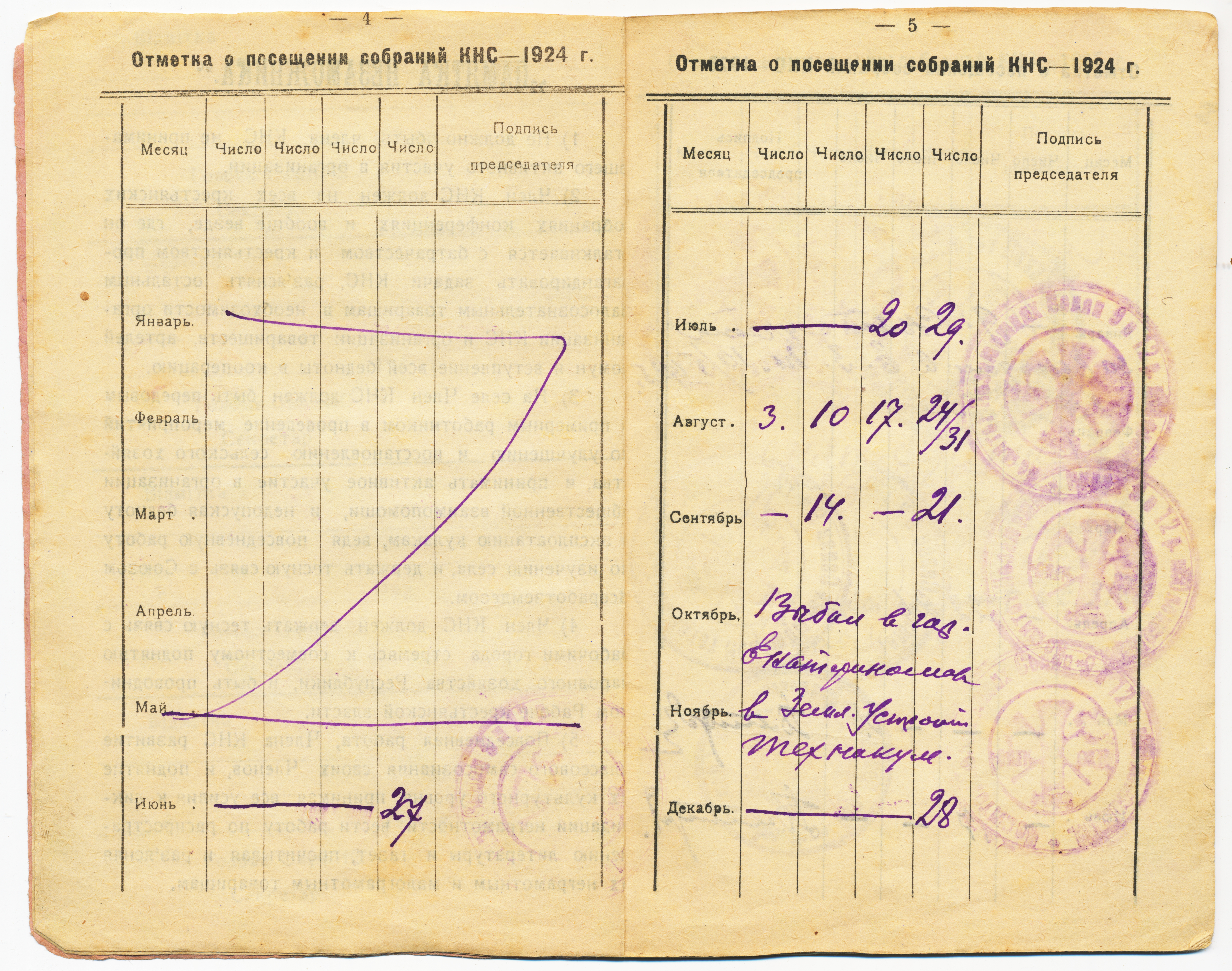
Відмітка про відвідування зборів КНС в 1924 році (с. 4-5)
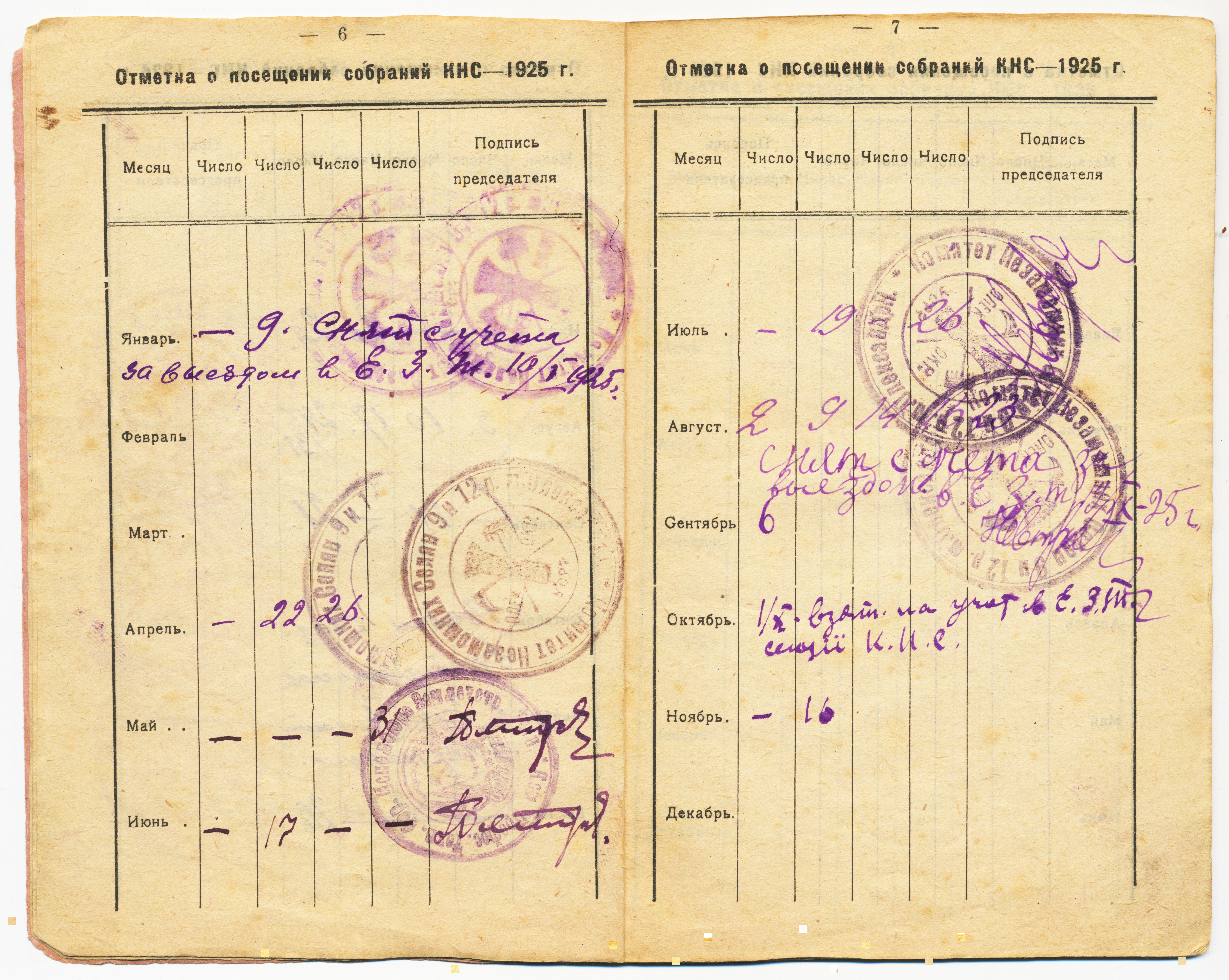
Відмітка про відвідування зборів КНС в 1925 році (с. 6-7)
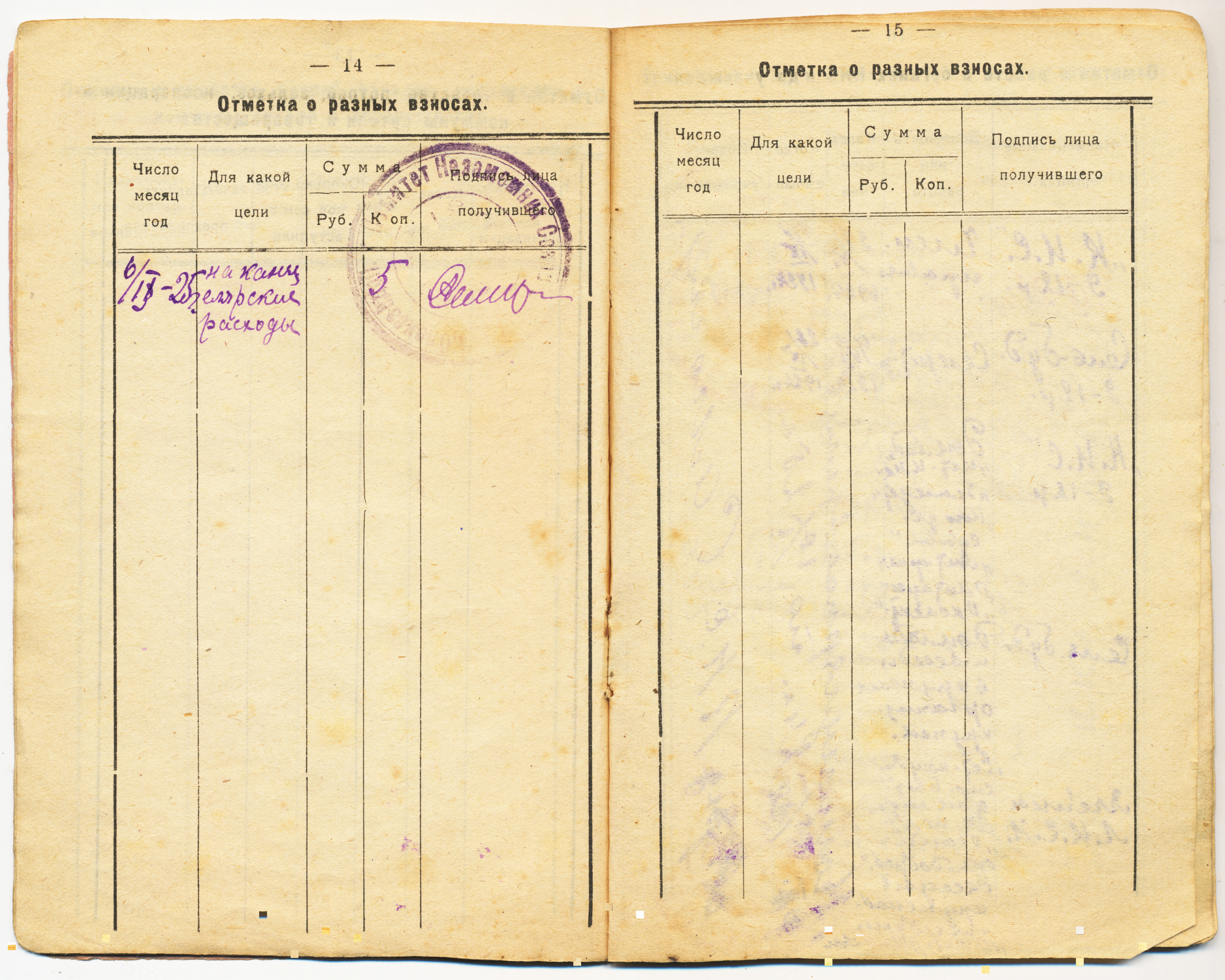
Відмітка про різні внески (с. 14-15)
Відмітка про роботу в різних органах КНС та інших установах (с. 16-17)
Декрет ВУЦВК від 5 грудня 1923 р. (с. 18-19)
С. 20-21
С. 22-23
С. 24-25
С. 26-27
С. 28-29
С. 30-31
С. 32